# Système de détermination sexuelle haplodiploïde
Le système de détermination sexuelle haplodiploïde détermine le sexe de la progéniture de nombreux hyménoptères (abeilles, fourmis et guêpes), tétranyques, coléoptères (scolytes) et rotifères. Dans ce système, le sexe est déterminé par le nombre de chromosomes qu'un individu reçoit. Une progéniture formée de l'union d'un spermatozoïde et d'un ovule se développe comme femelle, et un ovule non fécondé se développe comme mâle. Cela signifie que les mâles ont la moitié du nombre de chromosomes d'une femelle et sont haploïdes. Ce système haplodiploïde de détermination sexuelle a pour conséquences un certain nombre de particularités, la principale d'entre elles est qu'un mâle n'a pas de père et ne peut avoir de fils, mais qu'il a un grand-père et peut avoir des petits-fils. On envisage que c'est l'haplodiploïdie qui a préparé le terrain à l'évolution de l'eusocialité chez les hyménoptères et quelques autres taxons même si cette question fait l'objet d'un très vif débat,.

## Mécanismes
On a proposé plusieurs modèles pour les mécanismes génétiques de détermination sexuelle haplodiploïdes. Le modèle le plus commun est celui qu'on appelle modèle des allèles complémentaires. Selon ce modèle, si un individu est hétérozygote pour un locus déterminé, il se développe en femelle, alors que les individus hémizygotes et homozygotes se développent en mâles. En d'autres termes, la progéniture diploïde se développe à partir d'œufs fécondés et est normalement constituée de femelles, tandis que la progéniture haploïde se développe en mâles à partir d'œufs non fécondés. Des mâles diploïdes seraient stériles du fait que leurs cellules ne seraient pas soumises à la méiose lors de la formation du sperme, qui pour cette raison serait diploïde, avec comme conséquence une progéniture triploïde. Puisque chez les hyménoptères une mère et ses fils partagent les mêmes gènes, ils peuvent être particulièrement sensibles à la consanguinité : la consanguinité réduit le nombre d'allèles sexuels différents présents dans une population, d'où augmentation de la fréquence des mâles diploïdes.
Après l'accouplement, les femelles fécondées stockent chez les hyménoptères le sperme dans une poche interne appelée spermathèque. La femelle fécondée contrôle la libération des spermatozoïdes stockés au sein de cet organe : si elle libère du sperme pendant qu'un ovule descend dans l'oviducte, cet ovule est fécondé. Abeilles, guêpes et fourmis, qui ont une vie sociale, peuvent modifier les sex-ratios dans les colonies afin de maximiser la parenté entre les membres, et de générer une main-d'œuvre appropriée aux conditions environnantes.